# Alfred Stelzner
Alfred Stelzner (* 29. November 1852 in Hamburg; † 9. Juli 1906 in Dresden) war ein deutscher Instrumentenbauer und Komponist.

## Leben
Stelzner erhielt in seiner Jugend sowohl eine musikalische als auch mathematische Ausbildung. Als Streichinstrumentenbauer arbeitete er zunächst in Wiesbaden, später in Dresden. Seit 1891 lenkte er die Aufmerksamkeit auf sich durch nach einem neuen, selbstentwickelten System gebaute Streichinstrumente. Besondere Beachtung fand dabei sein Versuch, zwei neue Größengattungen für Streichinstrumente einzuführen: Violotta und Cellone, welche unter anderem in Werken von Eduard Behm, Felix Draeseke, Arnold Krug, Theodor Streicher und Max von Schillings Anwendung fanden. In seinen eigenen Opernkompositionen integrierte Stelzner Violotta und Cellone vollwertig in das sinfonische Orchester.
Durch Insolvenz seiner Firma in übermäßige finanzielle Schwierigkeiten geraten, beging Stelzner 1906 Suizid.
Stelzner schrieb die Opern Rübezahl (1902) und Swatowits Ende (1903), sowie die unaufgeführten Kinder des Todes und Cäcilie.